# علا ابراهیم (بازیکن فوتبال، زاده ۱۹۷۵)
علا ابراهیم (علاء إبراهیم؛ زادهٔ ۱ مارس ۱۹۷۵) یک بازیکن فوتبال اهل مصر است.

## باشگاهی
از باشگاه‌هایی که در آن بازی کرده‌است می‌توان به باشگاه ورزشی الاهلی مصر، باشگاه فوتبال المصری، باشگاه ورزشی الوحدات اشاره کرد.

## تیم ملی
وی همچنین در مصر بازی کرده است.